# Contea di Clark (Nevada)
La contea di Clark, in inglese Clark County, è una contea situata nello Stato del Nevada, negli Stati Uniti d'America. Al censimento del 2010, la popolazione era di 1 951 269 abitanti, con una popolazione stimata di 2 204 079 abitanti nel 2017. È di gran lunga la contea più popolosa del Nevada, che conta quasi i tre quarti dei suoi abitanti. Las Vegas, la città più popolosa dello stato, è il capoluogo di contea sin dalla sua fondazione.

## Geografia
La contea si trova nella parte meridionale del Nevada. Il territorio è dominato da ampie valli e montagne desertiche. Il confine di sud-est è dato dal fiume Colorado che, sbarrato dalla diga di Hoover, forma il Lago Mead. Nella contea si trovano diverse aree nazionali protette.
Il Las Vegas Valley, un bacino di 600 miglia quadrate (1 600 km²), comprende Las Vegas e altre grandi città e comunità come North Las Vegas, Henderson e la comunità non incorporata di Paradise. A Paradise si trova l'università del Nevada.
La contea di Clark è una destinazione turistica importante, con 150 000 camere d'albergo. La Las Vegas Strip, sede della maggior parte dei casinò e hotel noti in tutto il mondo, non si trova nei confini della città di Las Vegas, ma nella non incorporata Paradise. È, tuttavia, situata nella Las Vegas Valley.

### Contee confinanti
- Contea di Lincoln – nord
- Contea di Mohave (Arizona) – est
- Contea di San Bernardino (California) – sud
- Contea di Inyo (California) – nord-ovest
- Contea di Nye – ovest

## Storia
La contea fu formata dalla legislatura del Nevada dividendo una parte della contea di Lincoln il 5 febbraio 1909, e iniziò ad esistere il 1º luglio 1909.
Gran parte della contea faceva parte della contea di Pah-Ute, nel Territorio dell'Arizona, prima che il Nevada diventasse uno stato. La contea prese il nome da William A. Clark, un magnate del rame del Montana e senatore degli Stati Uniti. Clark è stato in gran parte responsabile della costruzione della Los Angeles and Salt Lake Railroad attraverso l'area, un fattore che ha contribuito in modo determinante allo sviluppo iniziale della regione.

## Comuni

### Città
- Boulder City
- Henderson
- Las Vegas (capoluogo)
- Mesquite
- North Las Vegas

### Census-designated place
- Blue Diamond
- Bunkerville
- Cal-Nev-Ari
- Enterprise
- Goodsprings
- Indian Springs
- Laughlin
- Moapa Town
- Moapa Valley
- Mount Charleston
- Nelson
- Paradise
- Sandy Valley
- Searchlight
- Spring Valley
- Summerlin South
- Sunrise Manor
- Whitney (ex East Las Vegas)
- Winchester

### Basi dell'Air Force
- Creech Air Force Base
- Nellis Air Force Base

### Altre comunità non incorporate
- Arden
- Cactus Springs
- Cottonwood Cove
- Coyote Springs (in pianificazione)
- Crystal
- Glendale
- Jean
- Las Vegas Indian Colony
- Logandale
- Mountain Springs
- Overton
- Primm
- Riserva indiana di Fort Mojave (ex CDP)
- Roach
- Sloan
- Summerlin
- Sutor
- Vegas Creek (ex CDP)